# Acanthoscyphus parishii
Acanthoscyphus parishii là một loài thực vật có hoa trong họ Rau răm. Loài này được (Parry) Small mô tả khoa học đầu tiên năm 1898.